# Bodil Steen Rasmussen
Bodil Steen Rasmussen   (Fredericia, 12 de desembre de 1957) és una remadora danesa, ja retirada, que va competir durant les dècades de 1970 i 1980.
El 1984 va prendre part en els Jocs Olímpics d'Estiu de Los Angeles, on va guanyar la medalla de bronze en la prova del quàdruple scull amb timoner del programa de rem. Formà equip amb Hanne Eriksen, Birgitte Hanel, Charlotte Koefoed i Jette Hejli Sørensen.